# Schauspielschule der Keller

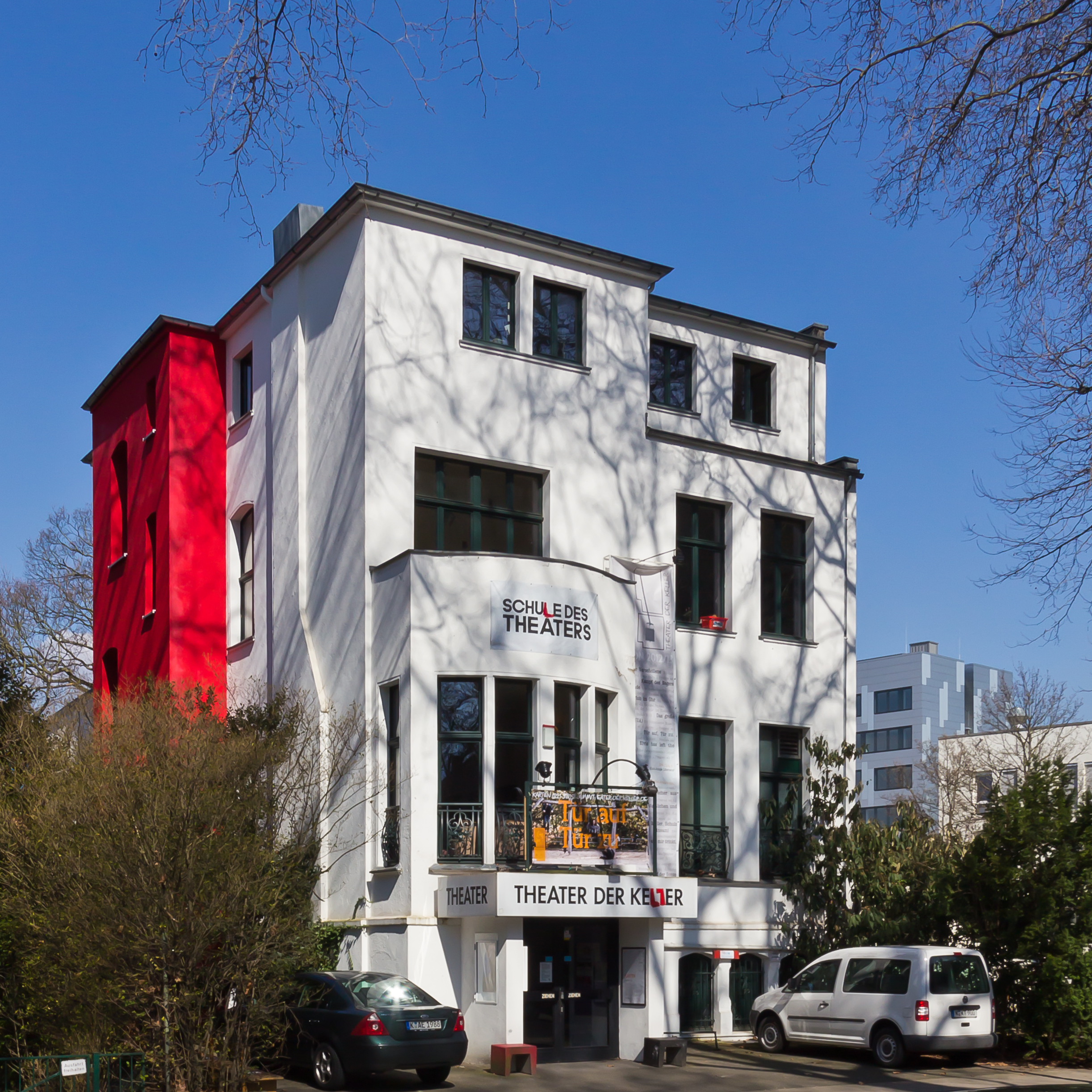
Ehemaliges Theatergebäude in der Kölner Kleingedankstraße, 2013

Die Schauspielschule der Keller (bis 2013 Schule des Theaters im Theater der Keller) ist eine private, staatlich anerkannte Schauspielschule in Köln. Sie bildet seit 1954 Schauspieler für Theater, Film, Fernsehen und Funk aus. Sie kooperiert mit dem freien Kölner Theater der Keller, ist aber räumlich davon getrennt und finanziell unabhängig. 
Besonderes Augenmerk wird auf den praktischen Anteil der Schauspielausbildung gesetzt, so spielen die Schauspielschüler bereits während der Ausbildung am Theater der Keller und an anderen städtischen und privaten Theatern im deutschsprachigen Raum. Auch in den Bereichen Film, Fernsehen und Funk werden Engagements der Schüler während der Ausbildung angestrebt. Hierzu pflegt die Schauspielschule der Keller enge Kontakte zu Casting-Agenturen oder dem Besetzungsbüro des WDR.

## Geschichte
1954 gründete das Schauspielerpaar Marianne Jentgens und Heinz Opfinger auf Anraten des Generalintendanten der Bühnen der Stadt Köln eine private Ausbildungsstätte für Schauspieler und nannte sie Schule des Theaters. Ein Jahr später folgte die Gründung des Theater der Keller als Spielstätte der Schauspielschüler. Seither besteht die Verbindung zwischen der Schule und dem Theater als Spielstätte für die Absolventen. Die jährliche Abschlussproduktion zum Ende der Ausbildung ist ein fester Bestandteil im Spielplan des Theaters. Zum Jahresbeginn 2014 hat sich die Schule in den heutigen Namen umbenannt.

## Ausbildung
Die Zulassung ist – wie an deutschsprachigen Schauspielschulen üblich – an einen Eignungstest gebunden, der in der Regel über mehrere Runden verläuft. Die Schule trägt sich als private Ausbildungsstätte ausschließlich durch das Schulgeld ihrer Schüler. Es gibt keine finanzielle Förderung durch das Land NRW oder die Stadt Köln. Projekte werden durch den Förderverein und das Theater der Keller unterstützt. Der Status der Gemeinnützigkeit impliziert ein Non-Profit-Unternehmen. Die Schule wird nach dem BAFöG gefördert. Neben theoretischen Fächern und Seminaren steht vor allem der praktische Unterricht im Vordergrund der Ausbildung. Nach einer 3½-jährigen Ausbildungszeit schließen die Absolventen mit der Bühnenreifeprüfung ab.

## Prominente Absolventen (Auswahl)
- Thomas Bockelmann – Intendant
- Michael Degen – Schauspieler
- Eberhard Feik – Schauspieler
- Jürgen Flimm – Intendant
- Oliver Fobe – Schauspieler
- Annette Frier – Schauspielerin, Komikerin
- Caroline Frier – Schauspielerin
- Helmut Griem – Schauspieler, Regisseur
- Moritz Heidelbach – Schauspieler
- Gerd Heinz – Schauspieler, Regisseur, 1982 bis 1989 Intendant am Schauspielhaus Zürich
- Gudrun Landgrebe – Schauspielerin
- Heiner Lauterbach – Schauspieler
- Klaus Nierhoff – Schauspieler
- Inga Lessmann – Schauspielerin
- Nagmeh Alaei – Schauspielerin
- Isabella Lewandowski – Schauspielerin
- Sigo Lorfeo – Schauspieler
- Susanne von Medvey – Schauspielerin
- Herbert Meurer – Schauspieler, Regisseur
- Moritz Otto – Schauspieler
- Guido Renner – Schauspieler
- Mirco Reseg – Schauspieler
- Rüdiger Rudolph – Schauspieler
- Max Schautzer – Moderator
- Til Schweiger – Schauspieler, Produzent, Regisseur
- Hella von Sinnen – Komikerin
- Mark Zak – Schauspieler und Autor
- Meinhard Zanger – Intendant und Schulleiter 1997 bis 2006